# Горнякевич Дмитро
Горняке́вич Дмитро («Мурза», «Ратай», «Книш»; 1909, с. Чернів Рогатинського р-ну Івано-Франківської обл. — 2.11.1946, с. Космач Косівського р-ну Івано-Франківської обл.) — командир куреня УПА «Гуцульський». 

## Життєпис
Служив у Війську Польському. Вчителював на Снятинщині. Член ОУН, просвітянин. Під загрозою арешту наприкінці 1939 року нелегально перейшов кордон, пройшов військовий вишкіл ОУН. З квітня 1941 до грудня 1942 — вояк легіону «Роланд» і 201-го батальйону шуцманшафту. У 1943 р. — військовий референт Коломийського окружного проводу ОУН. У 1944 р. створив і очолив сотню УПА. З жовтня 1944 — командир куреня УПА «Гуцульський», з січня 1946 р. входив до військового штабу ТВ-21 «Гуцульщина». Загинув у бою з опергрупою МДБ. Поручник УПА.